# Lopidea sayi
Lopidea sayi är en insektsart som beskrevs av Knight 1918. Lopidea sayi ingår i släktet Lopidea och familjen ängsskinnbaggar. Inga underarter finns listade i Catalogue of Life.